# 고산별빛초등학교
고산별빛초등학교(高山별빛初等學校)는 경기도 광주시에 있는 공립 초등학교이다.

## 학교 연혁
- 2024년 9월 1일 : 개교